# سيرسا كارفاخال
سيرسا كارفاخال هي مدينة من مدن هايتي. يبلغ عدد سكانها 17,571 نسمة وذلك حسب إحصائيات سنة 2003. يبلغ ارتفاع المدينة عن سطح البحر قرابة 459 متر. تبلغ مساحتها 155.6 كم².